# زردپره مزرعه

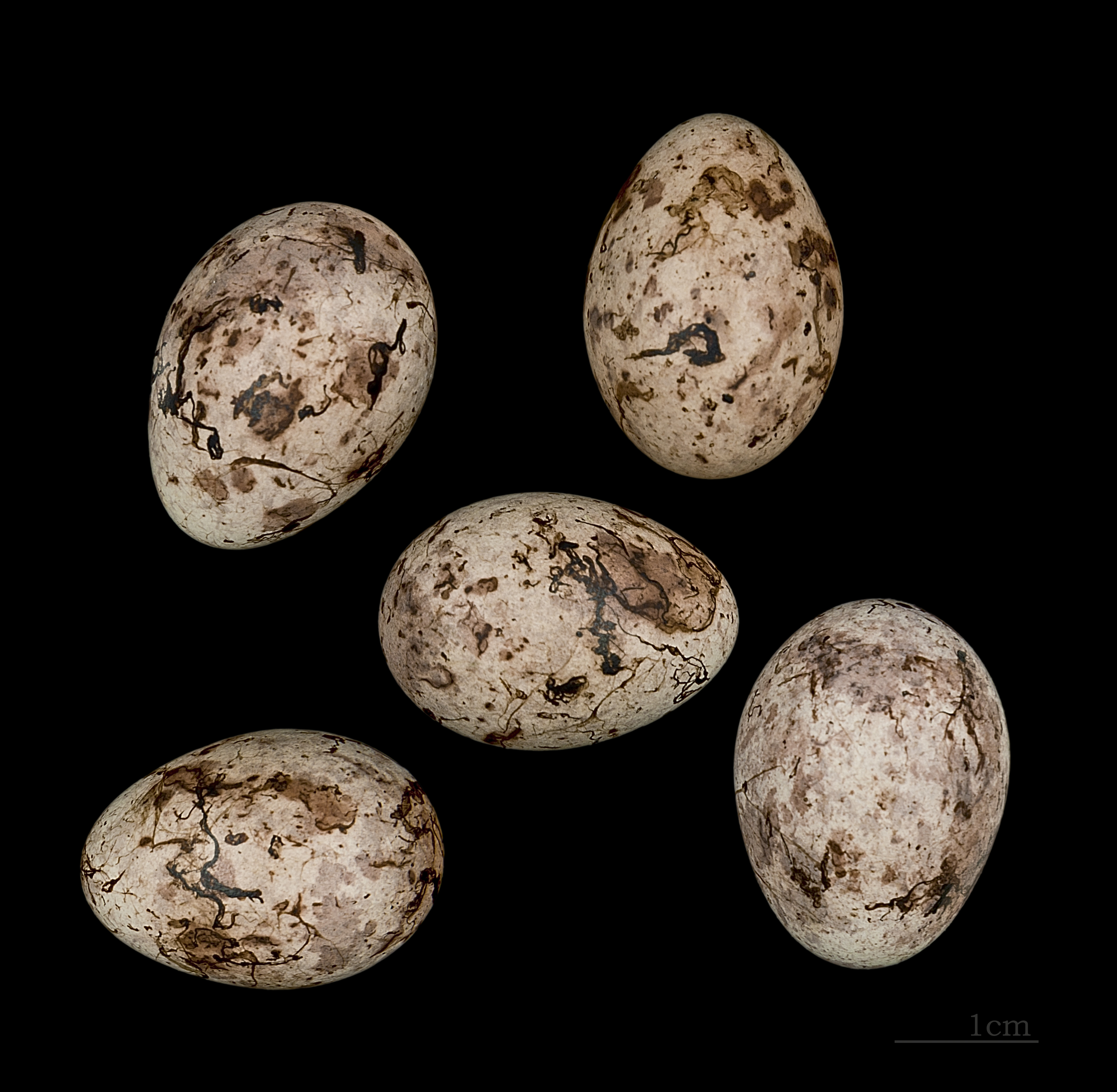
Emberiza calandra

زردپرهٔ مزرعه (نام علمی: Emberiza calandra) پرنده‌ای از گروه زردپره‌ها در تیرهٔ زردپرگان (Emberizidae) در راستهٔ گنجشک‌سانان است. زیستگاه این پرنده کشتزارها، کوهپایه‌های دارای بوته‌های پراکنده، زمین‌های بایر و کنار جاده‌ها است. آشیانه خود را روی زمین، لابه‌لای علف‌ها و گیاهان می‌سازد. این پرنده در جنوب و مرکز اروپا ، شمال آفریقا و آسیا تا قزاقستان زندگی می‌کند و در ایران نیز یافت می‌شود. معمولاً پرنده‌ای مهاجر نیست اما برخی از آنها که در مناطق سر مرکز اروپا و آسیا زندگی می‌کنند در زمستان به سوی جنوب مهاجرت می‌کنند.